# Lowetsch

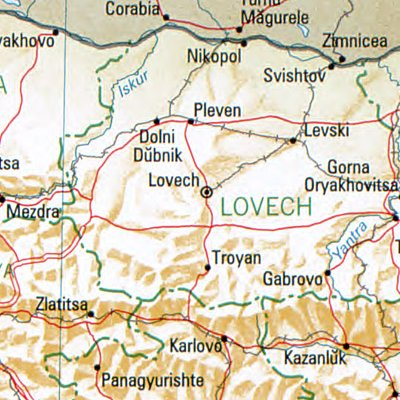
Lowetsch – Bulgarien – Nachbarorte: Dolni Dabnik, Plewen, Nikopol (Bulgarien), Swischtow, Lewski, Gorna Orjachowiza, Gabrowo, Trojan, Kasanlak, Karlowo, Panagjurischte, Slatiza, Mesdra

Lowetsch [ˈɫɔvɛtʃ] (bulgarisch Ловеч, engl. Transkription Lovech) ist eine Bezirksstadt in Bulgarien mit 27.910 Einwohnern (Stand 31. Dezember 2022). Die Stadt, die zu beiden Seiten des Flusses Ossam in den nördlichen Regionen des Balkangebirges liegt, ist ein Industrie- und Weinanbauzentrum sowie Metropolitensitz der Bulgarisch-Orthodoxen Kirche. Im Mittelalter trug die Stadt den Namen Owetsch.

## Geschichte
Wegen der bedeutenden strategischen Lage errichteten die Römer das Kastell Melta. Im Mittelalter war die Festung Sitz der späteren bulgarischen Herrscher Iwan Assen I. und Theodor Peter. Im Jahre 1187 wurde hier der Friedensvertrag mit Byzanz unterzeichnet, womit die Errichtung des Zweiten bulgarischen Reiches besiegelt war.
Während der osmanischen Herrschaft war die Stadt ein bedeutendes Handwerker- und Handelszentrum und wurde wegen ihres Wohlstandes Altın Lofça („goldenes Lowetsch“) genannt. Der Revolutionär Wassil Lewski (1837–1873) wählte die Stadt als Sitz des inneren Widerstandes und Kampfes um die Befreiung Bulgariens von der türkischen Besatzung.
In der Nähe von Lowetsch existierte während der kommunistischen Herrschaft ein Arbeitslager, in dem viele Regimegegner ermordet wurden. Die Einweisung in das Lager war meist politisch motiviert. Gründe dafür konnten sein: die Zerstörung von Stalindenkmälern, Hilfeleistung für feindliche (deutsche) Soldaten, die Zugehörigkeit zur römisch-katholischen Kirche in Bulgarien oder zum Bauernverband, eine im nicht-kommunistischen Ausland absolvierte Ausbildung, Spionage für den „anglo-amerikanischen Kapitalismus“ oder Kritik an der Anwesenheit der Roten Armee in Bulgarien etc.
Die Stadt wurde 2005 Namensgeber für den Melta Point, eine Landspitze der Livingston-Insel in der Antarktis. 2012 wurden die Lovech Heights, ein Gebirge im Grahamland auf der Antarktischen Halbinsel, nach der Stadt benannt.
Durch die Kommission für Antarktische Geographische Namen wurden bereits mehr als 1400 bulgarische Namen in der Antarktis vergeben.

## Wirtschaft
Der aufstrebende chinesische Automobilkonzern Great Wall Motor eröffnete im Februar 2012 ein Montagewerk in Lowetsch. Es ist das erste Montagewerk eines chinesischen Autokonzerns in der Europäischen Union.

## Sehenswürdigkeiten

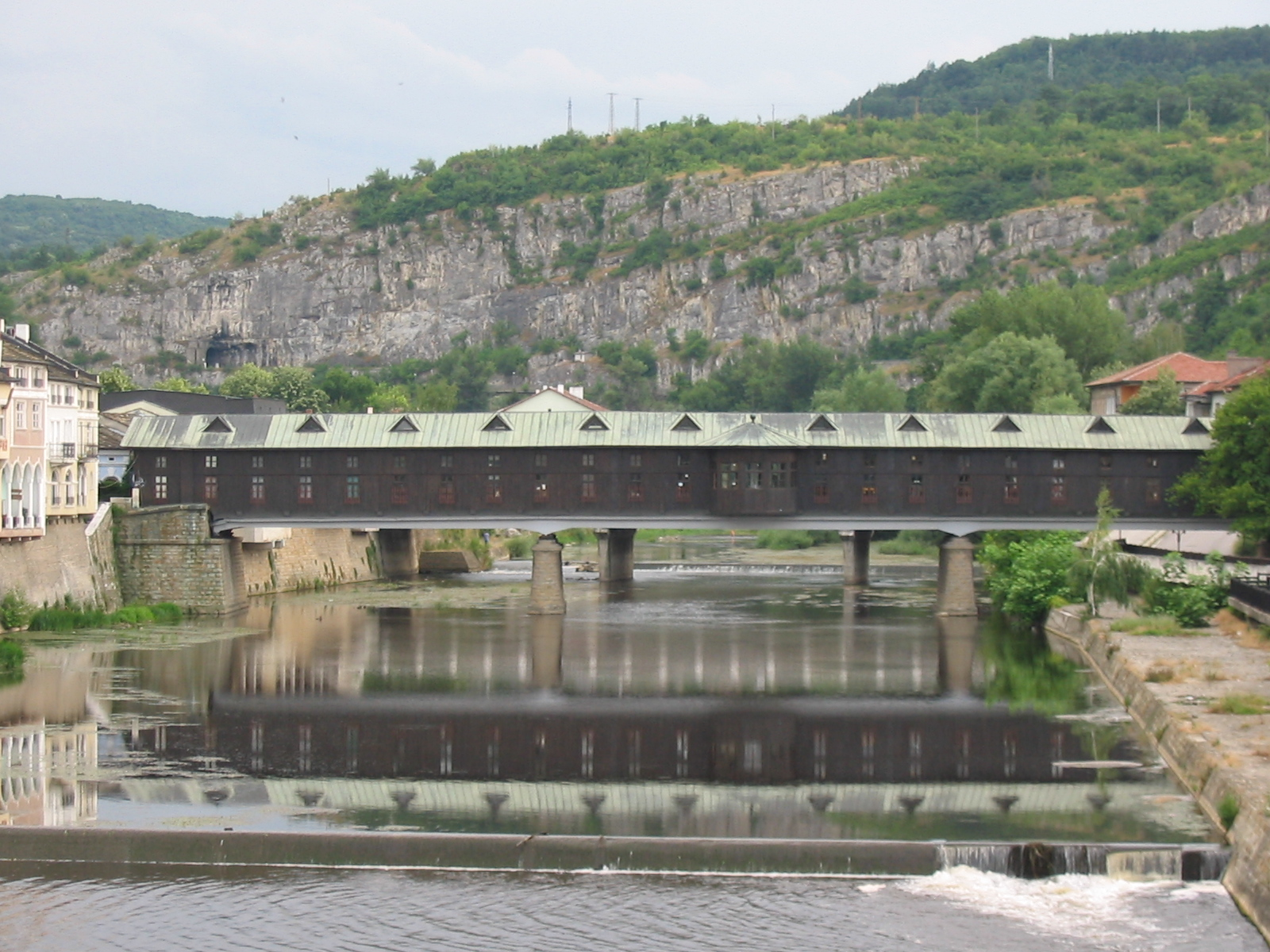
Gedeckte Brücke

- Gedeckte Brücke: Der Baumeister Kolju Fitscheto (1800–1881) erbaute 1872–1874 eine gedeckte Brücke – das bekannteste Bauwerk der Stadt. Die Brücke brannte 1925 vollständig aus und wurde 1931 neu gebaut, wobei allerdings kein Holz (wie beim Original), sondern Stahlbeton zum Einsatz kam. 1981 und 1982 erfolgte ein Umbau im Stil der ursprünglichen Brücke.
- Festungsruine Hisarja
- Monument von Wassil Lewski
- Altstadt Waroscha aus der Zeit der bulgarischen Wiedergeburt
- Wassil-Lewski-Museum
- Drassow-Museum und Raschow-Häuser
- Park Stratesch mit dem Zoo
- Park Basch bunar

## Sport
Bekannt ist Lowetsch auch durch seinen Fußballverein Litex Lowetsch. Der Fußballclub nahm im Jahr 2007 am UEFA-Pokal teil. So fand am 18. September 2007 das Spiel Litex Lowetsch gegen den Hamburger SV im Gradski Stadion statt. Es endete 0:1 für den Hamburger SV. Das Rückspiel entschied der HSV mit 3:1 für sich.

## Galerie

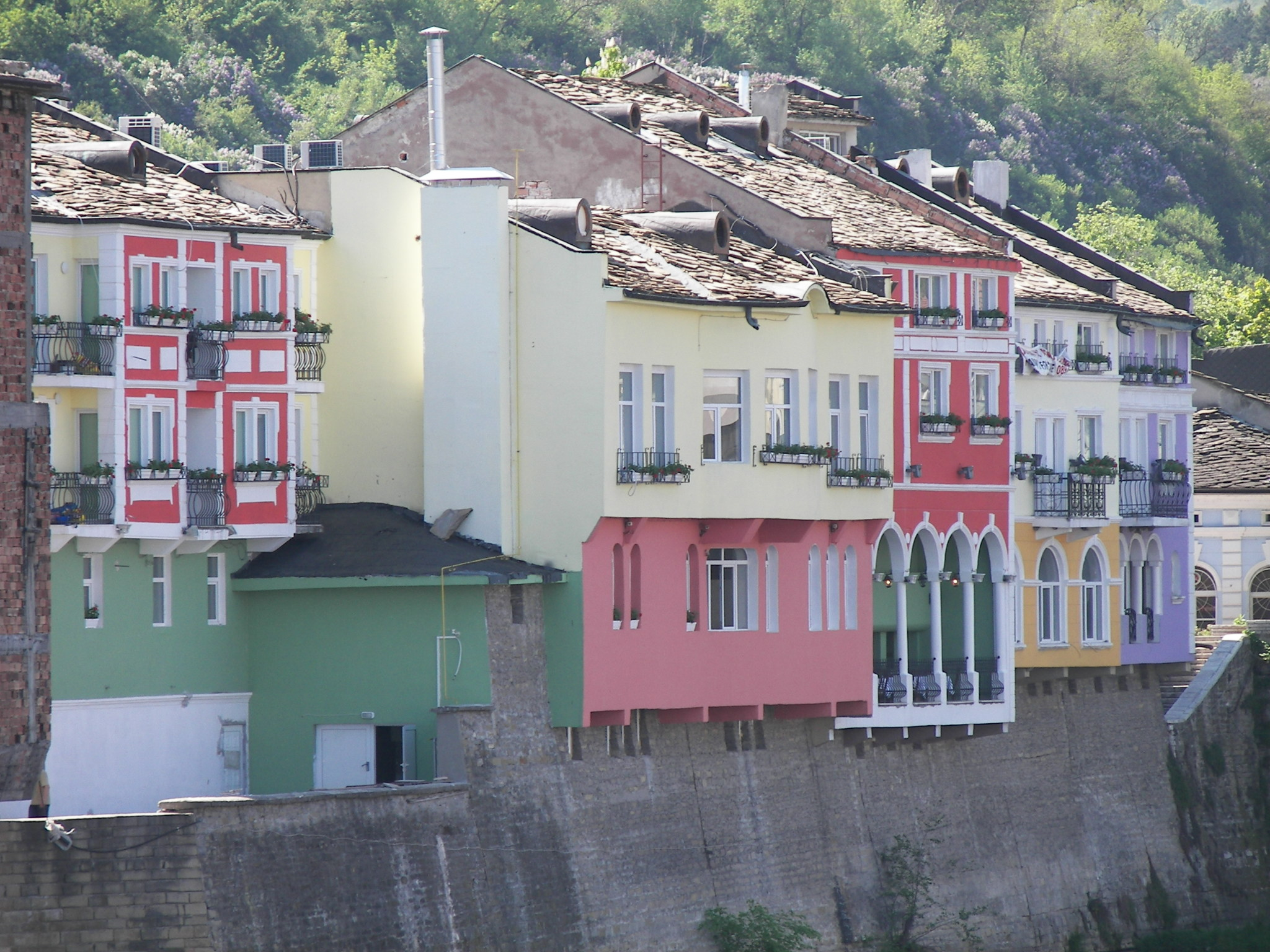
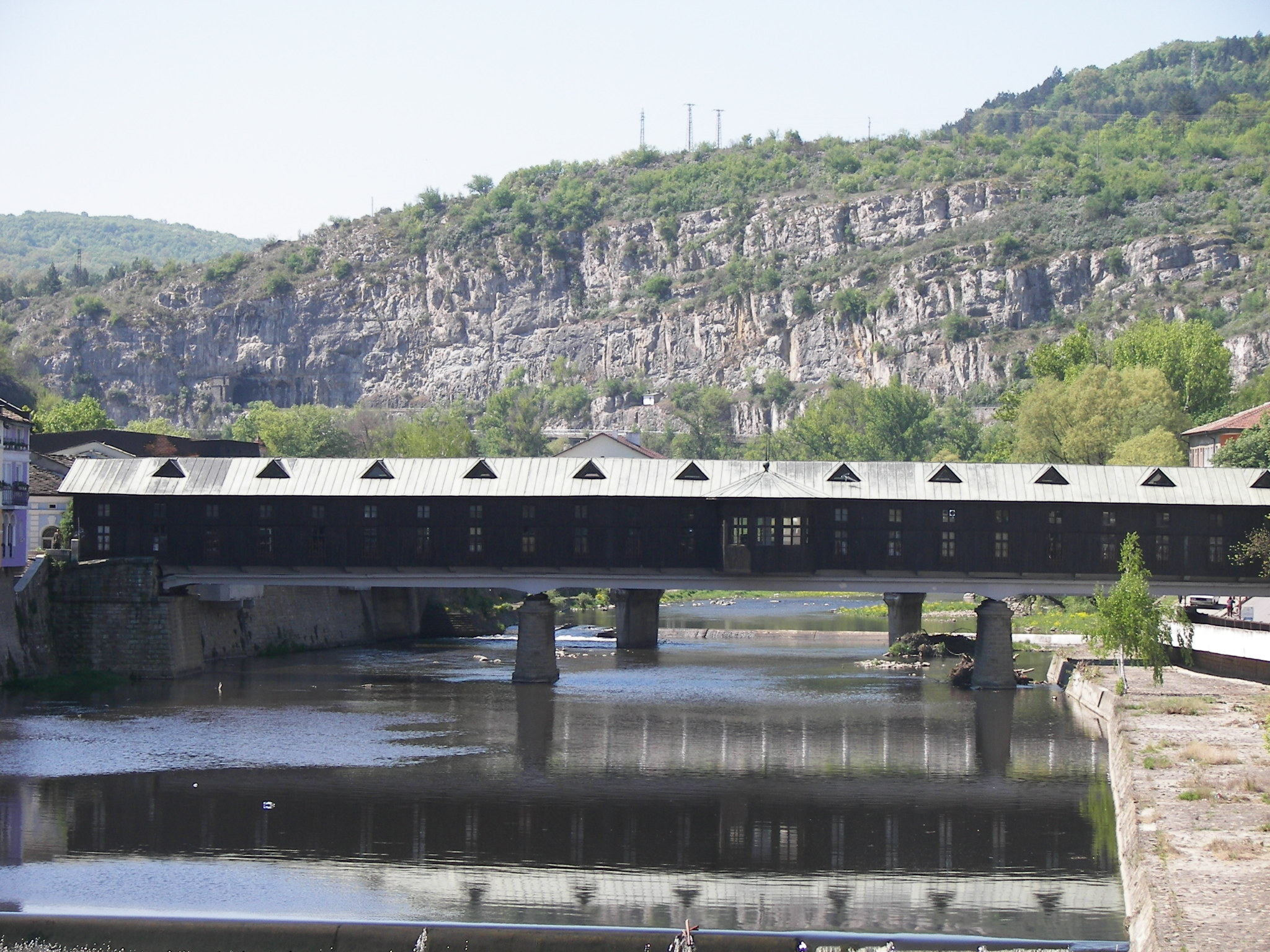
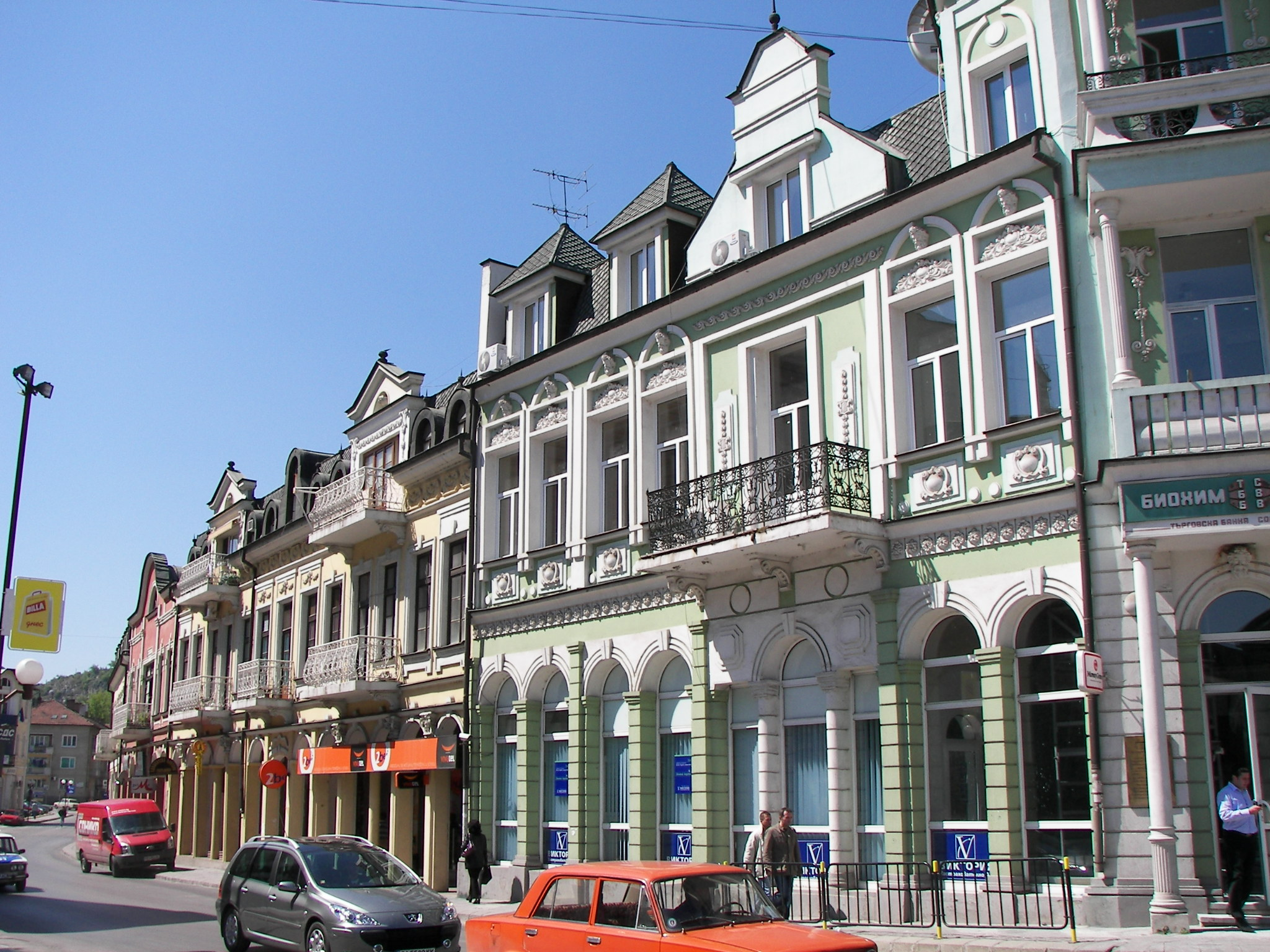
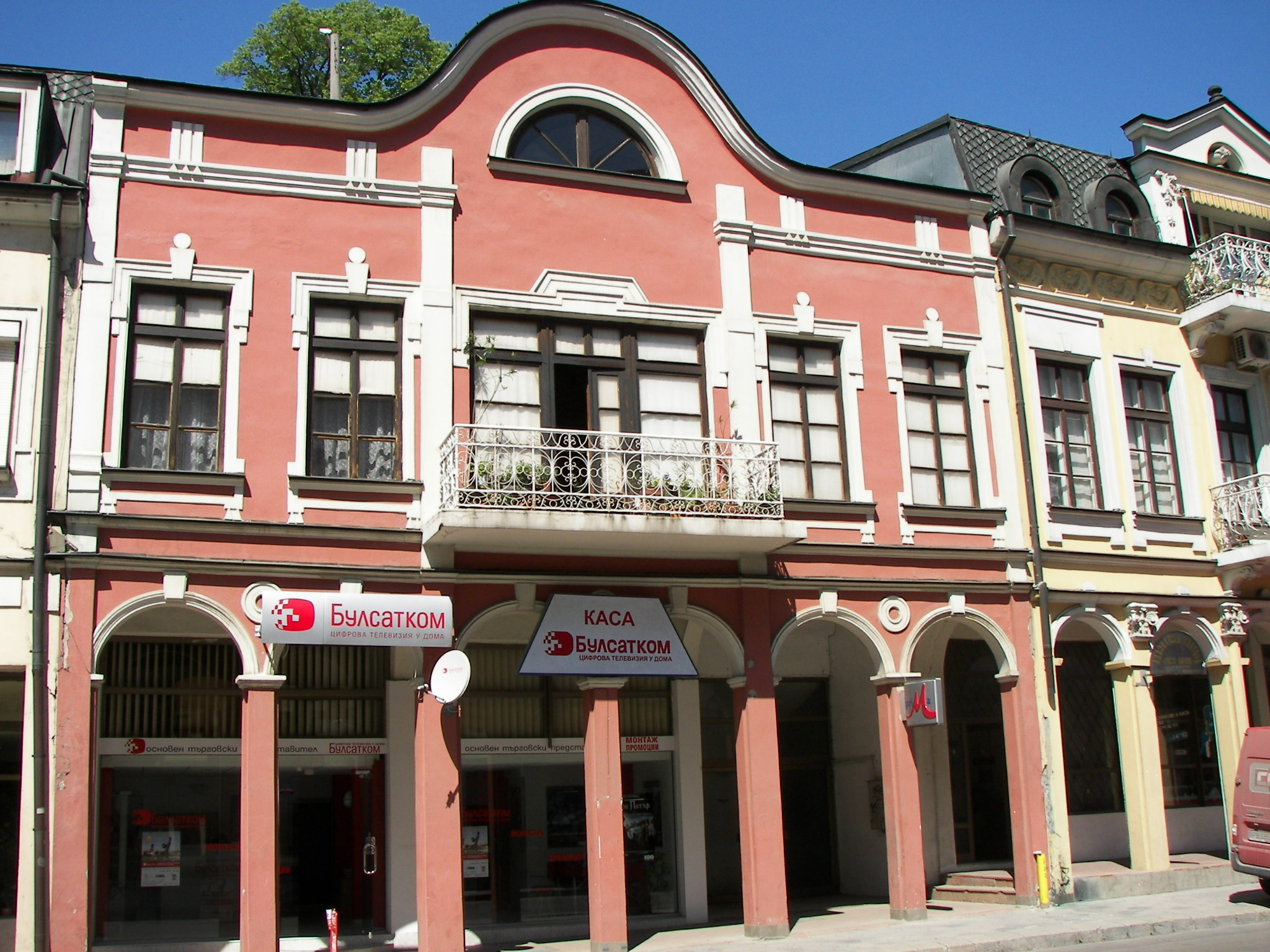
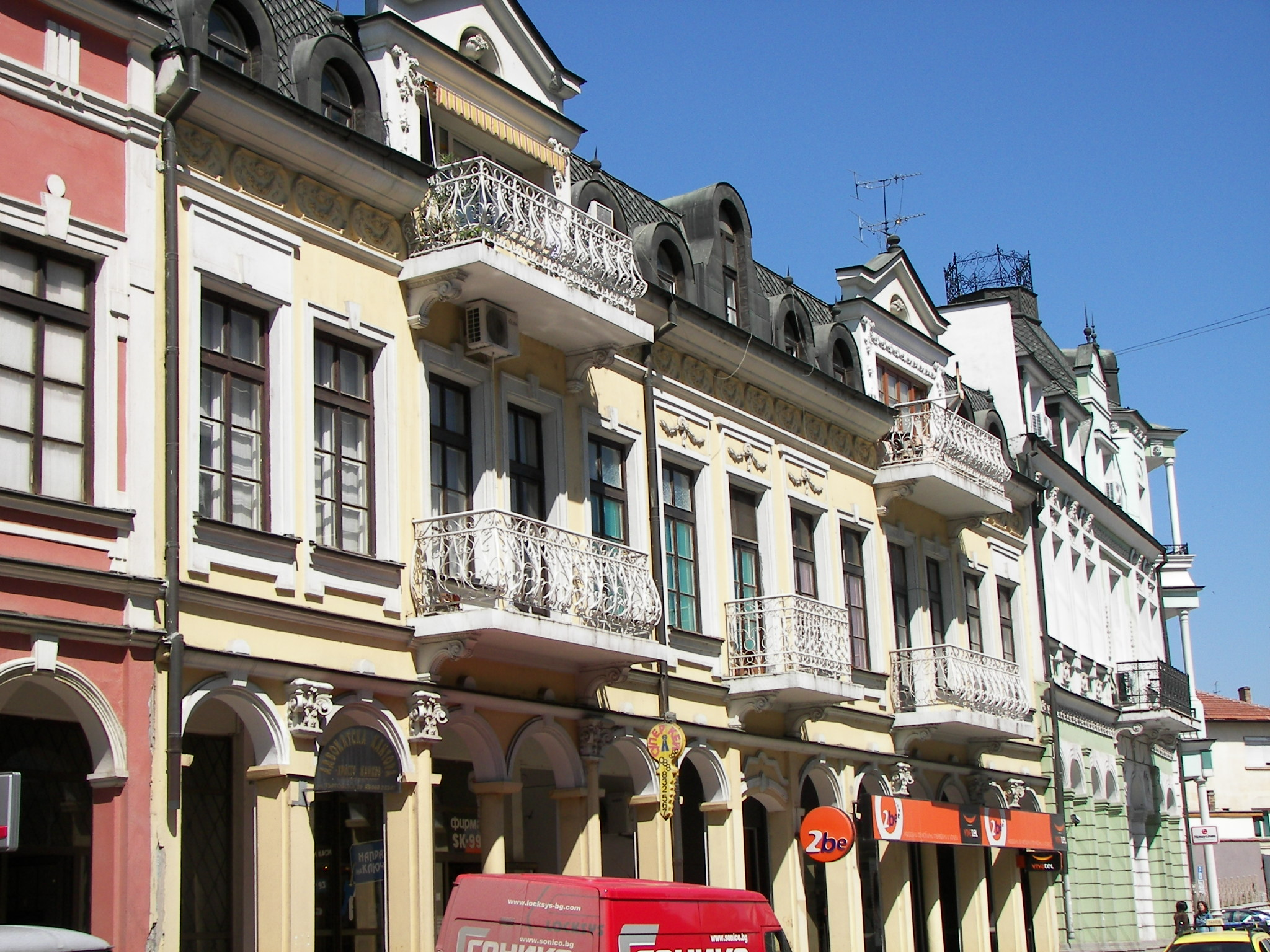

## Städtepartnerschaften
Lòwetsch listet folgende zehn Partnerstädte auf:
| Stadt      | Land        | seit |
| ---------- | ----------- | ---- |
| Berat      | Albanien    | 2009 |
| Erfurt     | Deutschland | 1971 |
| Isjaslaw   | Ukraine     | 2012 |
| Kolašin    | Montenegro  | 2019 |
| Laval      | Frankreich  | 2010 |
| Lotoschino | Russland    | 2002 |
| Osmangazi  | Türkei      | 2019 |
| Rjasan     | Russland    | 1964 |
| Syktywkar  | Russland    | 1980 |
| Valladolid | Spanien     | 2004 |

## Söhne und Töchter der Stadt
- Ibrahim Derwisch Pascha (1811–1896), osmanischer General
- Ahmed Cevdet Pascha (1822–1895), osmanischer Staatsmann, Historiker und Rechtsgelehrter
- Benjo Zonew (1863–1926), Philologe und Wegbereiter der neuen bulgarischen Sprache
- Manja Tzatschewa (1892–1960), Schauspielerin
- Ljubomir Pipkow (1904–1974), Komponist
- Boris Lukanow (1936–2023), Schauspieler
- Georgi Iwanow (* 1940), der erste bulgarische Kosmonaut
- Galin Tihanov (* 1964), bulgarisch-britischer Literaturwissenschaftler
- Simeon Djankow (* 1970), ehemaliger Ökonom der Weltbank und bulgarischer Finanzminister
- Anton Nedjalkow (* 1993), Fußballspieler
- Konstantin Wassilew (* 2003), Biathlet